# PL/0
PL/0（ピーエルゼロ）はプログラミング言語の名称。少なくとも2種類の言語が知られており、その1つは IBM の汎用プログラミング言語 PL/I のサブセットである。
本項で詳述するもう一方のPL/0は、教育目的でPascalを簡略化したバージョンのプログラミング言語である。主にコンパイラの設計開発の実例として使用される。1975年、ニクラウス・ヴィルトの著書 Algorithms + Data Structures = Programs で紹介されたのが最初である。言語の構成要素は非常に小さく、実数はサポートしておらず、算術演算子も必要最小限で、"if" と "while" 以外の制御構文を持たない。そのような様々な制限があるため、この言語で実用的プログラムを書くのは現実的ではないが、コンパイラ自体は非常に小さく単純に作成可能である。

## 文法
以下はEBNFで定義されたこの言語の構文規則である。
```
program 
=
 
block 
"."
 
.

block 
=
 
[
 
"const"
 
ident 
"="
 
number 
{
","
 
ident 
"="
 
number
}
 
";"
]

        
[
 
"var"
 
ident 
{
","
 
ident
}
 
";"
]

        
{
 
"procedure"
 
ident 
";"
 
block 
";"
 
}
 
statement 
.

statement 
=
 
[
 
ident 
":="
 
expression 
|
 
"call"
 
ident 
|

            
"begin"
 
statement 
{
";"
 
statement 
}
 
"end"
 
|

            
"if"
 
condition 
"then"
 
statement 
|

            
"while"
 
condition 
"do"
 
statement 
].

condition 
=
 
"odd"
 
expression 
|

            
expression 
(
"="
|
"#"
|
"<"
|
"<="
|
">"
|
">="
)
 
expression 
.

expression 
=
 
[
 
"+"
|
"-"
]
 
term 
{
 
(
"+"
|
"-"
)
 
term
}.

term 
=
 
factor 
{(
"*"
|
"/"
)
 
factor
}.

factor 
=
 
ident 
|
 
number 
|
 
"("
 
expression 
")"
.

```

このような単純な文法に対して再帰下降パーサを書く方が学生にとっては易しい。従って、PL/0 コンパイラは世界中の教育機関で広く使われている。本来の仕様に機能が少ないため、学生は言語とコンパイラの拡張に時間をかけることになる。例えば、REPEAT .. UNTIL を導入したり、プロシージャへの引数渡しを実装したり、配列・文字列・浮動小数点数といったデータ型を追加したりといった拡張である。

## コンパイラ構築
1976年12月、ヴィルトはコンパイラ構築に関する小さな本を出版したが、その中に PL/0 コンパイラの全ソースコードが含まれていた。前述の構文規則はそのヴィルトの本 Compilerbau の初版にあったものである。同書の後の版ではヴィルトの研究の進展の影響も受けて、PL/0 の文法は変更されている。例えば、const や procedure といったキーワードは大文字に変更された。この変更で PL/0 は Modula-2 に見た目が似ることとなった。同時にヴィルトの友人アントニー・ホーアはCommunicating Sequential Processesの中で感嘆符 ! と疑問符 ? を通信プリミティブの記法として採用した。ヴィルトはこれらを PL/0 に導入したが、その意味を書籍で解説していない。

## 使用例
以下の例は PL/0E という拡張された言語によるものである。
```
VAR
 
x
,
 
squ
;

PROCEDURE
 
square
;

BEGIN

   
squ
 
:=
 
x
 
*
 
x

END
;

BEGIN

   
x
 
:=
 
1
;

   
WHILE
 
x
 
<=
 
10
 
DO

   
BEGIN

      
CALL
 
square
;

      
!
 
squ
;

      
x
 
:=
 
x
 
+
 
1
;

   
END

END
.

```

このプログラムは 1 から 10 までの数の二乗を出力する。大学などで教える際には感嘆符の代わりに WriteLn プロシージャを使用することが多い。
以下の例はヴィルトの Compilerbau 第二版に掲載されたものである（1986年、ドイツ）。
```
CONST

  
m
 
=
  
7
,

  
n
 
=
 
85
;

VAR

  
x
,
 
y
,
 
z
,
 
q
,
 
r
;

PROCEDURE
 
multiply
;

VAR
 
a
,
 
b
;

BEGIN

  
a
 
:=
 
x
;

  
b
 
:=
 
y
;

  
z
 
:=
 
0
;

  
WHILE
 
b
 
>
 
0
 
DO
 
BEGIN

    
IF
 
ODD
 
b
 
THEN
 
z
 
:=
 
z
 
+
 
a
;

    
a
 
:=
 
2
 
*
 
a
;

    
b
 
:=
 
b
 
/
 
2
;

  
END

END
;

PROCEDURE
 
divide
;

VAR
 
w
;

BEGIN

  
r
 
:=
 
x
;

  
q
 
:=
 
0
;

  
w
 
:=
 
y
;

  
WHILE
 
w
 
<=
 
r
 
DO
 
w
 
:=
 
2
 
*
 
w
;

  
WHILE
 
w
 
>
 
y
 
DO
 
BEGIN

    
q
 
:=
 
2
 
*
 
q
;

    
w
 
:=
 
w
 
/
 
2
;

    
IF
 
w
 
<=
 
r
 
THEN
 
BEGIN

      
r
 
:=
 
r
 
-
 
w
;

      
q
 
:=
 
q
 
+
 
1

    
END

  
END

END
;

PROCEDURE
 
gcd
;

VAR
 
f
,
 
g
;

BEGIN

  
f
 
:=
 
x
;

  
g
 
:=
 
y
;

  
WHILE
 
f
 
#
 
g
 
DO
 
BEGIN

    
IF
 
f
 
<
 
g
 
THEN
 
g
 
:=
 
g
 
-
 
f
;

    
IF
 
g
 
<
 
f
 
THEN
 
f
 
:=
 
f
 
-
 
g
;

  
END
;

  
z
 
:=
 
f

END
;

BEGIN

  
x
 
:=
 
m
;

  
y
 
:=
 
n
;

  
CALL
 
multiply
;

  
x
 
:=
 
25
;

  
y
 
:=
  
3
;

  
CALL
 
divide
;

  
x
 
:=
 
84
;

  
y
 
:=
 
36
;

  
CALL
 
gcd
;

END
.

```

## Oberon-0
ヴィルトはコンパイラ構築に関する本の第三版（最新版）で PL/0 から Oberon-0 に置き換えている。コンパイラ全体は同書の中で紹介されているが、PL/0 よりも Oberon-0 の方が言語としての機能は充実している。例えば、Oberon-0 には配列、レコード、型宣言、プロシージャ引数がある。ヴィルトの書籍の出版社（Addison-Wesley）は彼の書籍を絶版にすることを決定したが、ヴィルトは 2005年に第三版を完成させ、それをオンラインで公開した。